# Distretti dell'Inghilterra

Mappa dei distretti d'Inghilterra (2022)

I distretti dell'Inghilterra (districts of England) sono gli enti locali di base del sistema amministrativo del Paese. A causa della struttura eterogenea del governo locale in Inghilterra, sono presenti quattro tipi di distretti molto diversi fra loro. Sono in totale 296.
Alcuni distretti si definiscono borghi, altri si fregiano formalmente del titolo di città, altri ancora di borghi reali, tuttavia questi sono titoli puramente onorifici e non alterano lo status ufficiale di distretto.
Tutti i borghi, le città e qualche distretto sono guidati da un mayor (o sindaco) che in molti casi è una figura cerimoniale eletta da un consiglio ma, dopo le ultime riforme del governo locale, è occasionalmente un sindaco eletto che prende le decisioni al posto del consiglio.
Spesso i distretti corrispondono a suddivisioni territoriali delle contee.
Alcuni distretti sono paragonabili per grandezza a delle contee, ad esempio Tynedale è esteso quanto il Nottinghamshire.

## Storia
La messa in opera della struttura corrente dei distretti in Inghilterra cominciò nel 1965, quando "la Grande Londra" e i suoi 32 borghi (o boroughs) furono creati: questi sono il tipo di distretto più vecchio ancora in funzione.
Nel 1974, furono create le contee metropolitane e quelle non metropolitane (conosciute anche come contee shire) nel resto dell'Inghilterra, che furono divise ulteriormente in distretti metropolitani e distretti non metropolitani.
Lo status dei boroughs di Londra e dei distretti metropolitani cambiò nel 1986, quando assorbirono le funzioni e parte dei poteri dei consigli delle contee metropolitane e il Greater London Council fu abolito. Il potere di Londra fu spartito di nuovo nel 2000, anche se su basi differenti, con il Greater London Authority. 
Nel corso degli anni '90, nacque un ulteriore tipo di distretto, l'autorità unitaria, che combinava le funzioni e la posizione delle contee e dei distretti.

## Tipi
Ci sono 36 distretti metropolitani, 32 borghi di Londra, 256 distretti non-metropolitani (se contiamo l'isola di Wight), le isole Scilly, e la città di Londra, che vanno a sommarsi per un totale di 326 distretti con vari livelli di autorità.

### Distretto metropolitano
I distretti metropolitani, o borghi metropolitani, sono una sotto-sezione delle contee metropolitane. Questi sono simili alle autorità unitarie poiché i consigli di contea metropolitani furono eliminati nel 1986. La maggior parte dei poteri dei consigli di contea furono dati così ai distretti, sebbene alcuni servizi siano esercitati unitamente da organizzazioni e da consigli.

### Distretti non-metropolitani
I distretti non-metropolitani, conosciuti anche come distretti shire, sono delle strutture a doppio governo, che condividono il potere con i consigli di contea. Questi sono delle sotto-sezioni delle contee shire ed il tipo principale di distretto.
Dove sono presenti queste strutture a doppio governo, i consigli di contea sono responsabili dell'attività di alcuni servizi, come l'educazione, i servizi sociali e le strade, mentre i consigli distrettuali esercitano altri servizi, come la raccolta dei rifiuti, i piani regolatori e l'elezione del consiglio.
Il numero di distretti non-metropolitani è variato nel tempo. Inizialmente erano 296; dopo gli accorpamenti avvenuti negli anni 1990 il loro numero fu ridotto a 284.

### Autorità unitarie
Queste entità hanno una struttura unitaria, non hanno secondi livelli di governo, e sono responsabili dell'attività di tutti i servizi nella loro area, combinando sia le funzioni della contea che quelle del distretto. Le autorità unitarie spesso coprono grandi città e paesi poiché sono considerate più efficienti di una struttura a doppio governo. Inoltre nelle piccole contee come il Rutland e L'Herefordshire, il consiglio di contea è un'autorità unitaria e non presenta distretti.

### Borghi di Londra
I borghi di Londra sono delle sotto-divisioni di Londra. Furono stabiliti nel 1965. Tra il 1965 e il 1986 veniva utilizzata una struttura a doppio governo all'interno della Grande Londra (Greater London) e i borghi dividevano il potere con il "Greater London Council" ("GLC"). Quando il "GLC" fu abolito nel 1986, i borghi ottennero uno status simile a quello delle autorità unitarie. Nel 2000 venne creata la "Greater London Authority", ristabilendo la struttura a doppio governo, anche se con un cambiamento di poteri e responsabilità.